# Une Annee
Une Annee là full album phòng thu đầu tiên của nhóm nhạc nữ Hàn Quốc Apink. Album được phát hành vào ngày 9 tháng 5 năm 2012,và là full album duy nhất có mặt Yookyung. Bài hát chủ đề "Hush", được sử dụng để quảng bá album.

## Bối cảnh và hợp tác
Hai bài hát trong album, "I Got You" and "Sky High", được hợp tác Joker. Nhóm cũng hợp tác với Shinsadong Tiger, Super Changddai, và Kim Geonwoo.

## Đĩa đơn
Đĩa đơn đầu tiên của album, "April 19th", được phát hành vào ngày 19 tháng 4 năm 2012.
Bài hát chủ đề của album, "Hush", được phát hành vào ngày 9 tháng 5 năm 2012. MV của bài hát này được phát hành vào ngày 8 tháng 5 và MV tập nhảy được phát hành vào ngày 14 tháng 5. Phiên bản tiếng Nhật của "Hush" được phát hành như một bài B-side của Japanese single, "Mr. Chu". Hoạt động quảng bá cho "Hush" bắt đầu vào ngày 10 tháng 5 năm 2012, trên Mnet's M! Countdown.
Đĩa đơn thứ ba, "Bubibu", được phát hành vào ngày 6 tháng 7 năm 2012. Bài hát được chọn bởi một cuộc bỏ phiếu online trên trang web của Mnet. Đĩa đơn này là một bản remix của album. Đĩa đơn thứ tư, "Cat", được phát hành sau 3 ngày sau "Bubibu".

## Danh sách bài hát
| Digital download | Digital download                                  | Digital download                     | Digital download                            | Digital download |
| STT              | Nhan đề                                           | Phổ lời                              | Phổ nhạc                                    | Thời lượng       |
| ---------------- | ------------------------------------------------- | ------------------------------------ | ------------------------------------------- | ---------------- |
| 1.               | "Une Annee (Intro)"                               | Bumi, Nyangi                         | Bumi, Nyangi                                | 0:57             |
| 2.               | "Hush"                                            | Rado, Hyuwoo                         | Rado, Hyuwoo                                | 3:30             |
| 3.               | "Cat" (고양이; Goyangi)                           | MayBee                               | Kim Gunwoo (aka Secret K)                   | 3:33             |
| 4.               | "0419" (4월 19일, lit. "April 19")                | Chorong                              | Kim Jin Hwan                                | 4:19             |
| 5.               | "Bubibu"                                          | Golden Doohyun, Playing Child        | Golden Doohyun, Playing Child, Shim Man Joo | 3:40             |
| 6.               | "Step"                                            | Hyuwoo                               | Shinsadong Tiger, Hyuwoo                    | 3:38             |
| 7.               | "Boy"                                             | Super Changddai                      | Super Changddai                             | 3:04             |
| 8.               | "I Got You"                                       | Shinsadong Tiger, Joker, Kim Tae Joo | Shinsadong Tiger, Joker, Kim Tae Joo        | 3:19             |
| 9.               | "Sky High" (하늘 높이; Haneul Nopi) (feat. Joker) | Super Changddai                      | Super Changddai                             | 3:25             |
| Tổng thời lượng: | Tổng thời lượng:                                  | Tổng thời lượng:                     | Tổng thời lượng:                            | 29:15            |

## Xếp hạng
| Bảng xếp hạng    | Vị trí cao nhất |
| ---------------- | --------------- |
| Gaon album chart | 4               |

### Doanh số và chứng nhận
| Nhà cung cấp (2012-2014) | Số lượng |
| ------------------------ | -------- |
| Gaon physical sales      | 40.510+  |